# 土方雄房
土方 雄房（ひじかた かつふさ）は、伊勢菰野藩の第5代藩主。
宝永8年（1711年）4月1日、第4代藩主・土方豊義の長男として菰野で生まれる。享保4年（1719年）に父が死去したためその跡を継ぐ。しかし幼少のため、先代からの重臣で大叔父にあたる土方久長の補佐を受けた。藩政においては武芸より文治政策を採用し、学問を奨励している。
寛延3年（1750年）1月25日に弟で養子の雄端に家督を譲って隠居する。
宝暦8年（1758年）11月20日、直前に死去した雄端の後を追うように江戸で死去した。享年48。

## 系譜
父母
- 土方豊義（父）
- 魏光院 ー 側室（母）

正室
- 北条氏朝の娘

養子
- 土方雄端 ー 実弟